# Ed Sloan
Ed Sloan född 13 mars 1973 i Columbia South Carolina i USA, är känd av allmänheten som sångare och gitarrist i rockbandet Crossfade. Hans hela, och födelsenamn är dock Edward Michael Sloan. Sloan var en av de som 1999 startade bandet Crossfade, som då hette The Nothing. Hans första band hette däremot Darkchild, och de spelade han med när han var 13, alltså i mellanstadiet. Sloan började sin musikkarriär tidigt och lärde sig tidigt spela både elbas, piano och gitarr.
Sloan spelar normalt sett på en sjusträngad Schecter-gitarr modell C7.